# Kōichi Kido
Le marquis Kōichi Kido (木戸 幸一, Kido Kōichi), 18 juillet 1889 – 6 avril 1977, qui sert de gardien du sceau privé du Japon de 1940 à 1945, est le plus proche conseiller de l'empereur Shōwa pendant toute la Seconde Guerre mondiale.

## Biographie

### Jeunesse
Né dans le quartier résidentiel d'Akasaka à Tokyo, Kido est le petit-fils de Kido Takayoshi, l'un des meneurs de la restauration de Meiji. Après être diplômé de l'école des pairs Gakushuin à Tokyo, il fréquente la faculté de droit de l'université de Kyoto, où l'économiste marxiste Hajime Kawakami est un de ses professeurs. Après l'obtention de son diplôme en 1915, il est titulaire de nombreux postes administratifs mineurs au ministère de l'Agriculture et du Commerce puis au ministère du Commerce et de l'Industrie. Avec Shinji Yoshino (en) et Nobusuke Kishi, il est l'un des architectes de la loi sur le contrôle des industries stratégiques de 1931 qui ouvre la voie à un contrôle d'État de nombreuses industries au cours de la militarisation croissante du Japon dans les années 1930. Kido est nommé secrétaire en chef du ministère de l'intérieur en 1930.

### Carrière politique
Lorsque son ami de longue date Fumimaro Konoe devient premier ministre du Japon en 1937, Kido est nommé ministre de l'éducation. À partir de janvier 1938, il cumule le poste de ministre de la santé et du bien-être. En janvier 1939, Kido est nommé Ministre de l'Intérieur dans le cabinet Hiranuma.
En tant que gardien du sceau privé du Japon à partir de 1940, Kido devient l'un des conseillers les plus influents de l'empereur Hirohito à la suite de la mort de Saionji Kinmochi. Il recommande à Hirohito que Konoe succède à Mitsumasa Yonai pour un second mandat en tant que premier ministre et est actif avec Konoe dans le mouvement pour remplacer les partis politiques existants par l'Association de soutien à l'autorité impériale (Taisei Yokusankai) pour former un unique parti étatique.
En 1941, Kido recommande que Hideki Tōjō soit nommé premier ministre après le troisième mandat de Konoe à ce poste, 
comme étant l'une des rares personnes susceptible de garder le contrôle sur les éléments les plus radicaux au sein de l'Armée impériale du Japon. Kido reste cependant l'un des conseillers les plus prudents de Hirohito au début de la Seconde Guerre mondiale et est connu pour avoir conseillé à l'empereur de ne pas attaquer les Indes orientales néerlandaises en 1941, expliquant qu'une telle attaque pourrait provoquer l'entrée des États-Unis dans la guerre, et que tout pétrole obtenu en prenant les Indes orientales devrait encore être transporté et serait soumis à des blocus et des attaques par avion et sous-marin. Kido a également affirmé après la guerre que Hirohito n'avait jamais été au courant des plans pour attaquer Pearl Harbor jusqu'à ce que l'attaque se soit produite. Comme la situation de guerre se détériore pour le Japon, Kido est l'un des principaux partisans d'une paix négociée et il est généralement crédité d'avoir convaincu le gouvernement d'accepter la déclaration de Potsdam et la reddition. Il convainc également l'empereur qu'il serait nécessaire de prononcer un discours personnel afin de veiller à ce que tous les civils et les soldats cessent les combats. Il est l'un des principaux objectifs d'assassinat au cours de l'incident de Kyūjō dans les derniers jours de la guerre.

### Période d'après-guerre

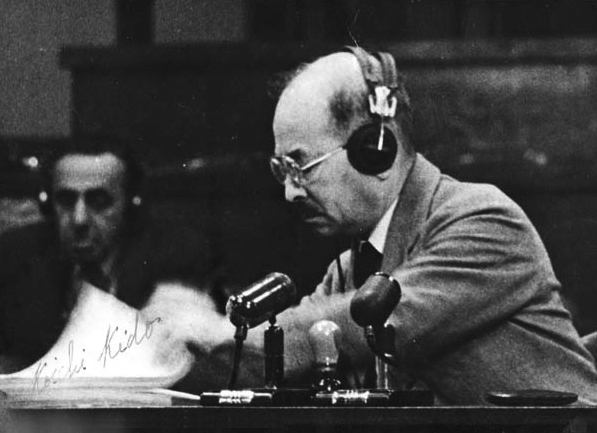
Kido au Tribunal de Tokyo, 1947

Kido n'est pas seulement le principal conseiller de l'empereur, il sert de lien essentiel entre l'empereur et le gouvernement et un représentant du gouvernement japonais auprès des forces d'occupation alliées. Il conseille le général MacArthur sur de nombreux aspects de la logistique entourant la capitulation, la fin de la guerre et l'occupation du Japon. Un de ses principaux motifs est toujours de protéger l'honneur de l'empereur.
Au Tribunal militaire international pour l'Extrême-Orient qui se tient à Tokyo après la guerre, Kido est accusé au titre de criminel de guerre de classe A. Il essaye dans un premier temps de plaider coupable afin de protéger l'empereur en endossant toute la responsabilité des décisions impériales. Son journal personnel, tenu en détail depuis 1930 et volontairement remis à l'accusation, devient un important document pour déterminer le fonctionnement interne du gouvernement japonais durant la guerre et est souvent cité par l'accusation comme preuve contre les accusés, dont Kido lui-même. Kido est déclaré coupable des chefs d'accusation 1, 27, 29, 31 et 32 et condamné à la prison à vie à la prison de Sugamo à Tokyo.
En 1951, tandis que l'occupation du Japon se termine, Kido envoie un message à l'empereur, lui conseillant comme il l'avait fait trois ans plus tôt, d'accepter la responsabilité de la défaite et d'abdiquer à la fin de l'occupation américaine. En outre, Kido s'oppose à l'idée de continuer à punir les criminels de guerre en vertu du droit japonais après la fin de l'occupation américaine. Selon son journal, « ces prétendus criminels de guerre par les normes de l'ennemi, en particulier ceux des postes de responsabilité, exerçaient tous des fonctions fidèles et les punir au nom de l'empereur serait insupportable ».
En 1953, en raison de problèmes de santé, Kido est libéré de prison. Il termine sa vie à Ōiso dans la préfecture de Kanagawa et possède un appartement dans le quartier Aoyama de Tokyo. Il meurt d'une cirrhose du foie à l'hôpital du palais impérial à Tokyo en 1977 à l'âge de 87 ans. Sa tombe se trouve au cimetière de Tama à Tokyo. Kido était marié à la fille du général Kodama Gentaro. Il a deux fils et une fille.

## Source de la traduction
- (en) Cet article est partiellement ou en totalité issu de l’article de Wikipédia en anglais intitulé « Kōichi Kido » (voir la liste des auteurs).